# Hope Emerson
Hope Emerson (Hawarden, Iowa, 29 d'octubre de 1897 − Hollywood, Califòrnia, 25 d'abril de 1960) va ser una actriu estatunidenca.

## Biografia[1][2]
El seu físic imponent (1,88 m i 109 kg) destaca en les seves aparicions al cinema, el 1935, després de 1948 a 1958, així com a la televisió, en sèries, entre 1948 i 1959.
Entre els films notables, hi ha el drama Caged de John Cromwell (1950), amb Eleanor Parker i Agnes Moorehead) i el western Westward the Women de William A. Wellman (1951, amb Robert Taylor i Denise Darcel). La primera li suposa una nominació a l'Oscar a la millor actriu secundària.
Va actuar igualment al teatre de Broadway, de 1930 a 1948, en cinc obres, dues comèdies musicals i un «drama musical» representat el 1947, Street Scene, la música del qual és de Kurt Weill.

## Filmografia parcial[3]

### Cinema
- 1948 El plor de la ciutat (Cry of the City) de Robert Siodmak
- 1949 Thieve's Highway de Jules Dassin
- 1949 House of Strangers de Joseph L. Mankiewicz
- 1949 Adam's Rib de George Cukor
- 1950 Caged de John Cromwell
- 1951 Westward the Women de William A. Wellman
- 1951 Double Crossbones de Charles Barton
- 1954 La gran nit de Casanova (Casanova's Big Night) de Norman Z. McLeod
- 1955 Untamed de Henry King
- 1958 Rock-a-Bye Baby de Frank Tashlin

### Televisió
- 1958 Death Valley Days]: un episodi
- 1958-1959: Peter Gunn: vint-i-set episodis (la mare)

## Teatre a Broadway
- 1930-1931: Lysistrata, obra d'Aristofanes adaptada per Gilbert Seldes, amb Louise Closser Hale, Etienne Girardot, Violet Kemble-Cooper, Ernest Truex, Ian Wolfe
- 1932: Smiling Faces, comèdia musical, música de Harry Revel, lyrics de Mack Gordon, llibret de Harry Clarke
- 1936-1937: Swing your Lady, obra de Kenyon Nicholson i Charles Robinson, amb John Alexander, Walter Baldwin
- 1942: The New Moon, comèdia musical, música de Sigmund Romberg, lletra i llibret d'Oscar Hammerstein II, Frank Mandel i Laurence Schwab, amb Gene Barry, Marcel Journet
- 1944-1945: Chicken Every Sunday , obra de Julius J. i Philip G. Epstein, adaptació d'una novel·la de Rosemary Taylor, amb Mary Philips, Rhys Williams
- 1947: Street Scene, drama musical, música de Kurt Weill, lletra de Langston Hughes, llibret d'Elmer Rice (adaptació de la seva obra homònima), direcció musical de Maurice Abravanel, amb Anne Jeffreys
- 1947: The Magic Touch, obra de Charles Raddock i Charles Sherman
- 1948: The Cup of Trembling, obra de Louis Paul, posada en escena de Paul Czinner, amb Elisabeth Bergner, John Carradine, Arlene Francis, Millard Mitchell, Philip Tonge

## Premis i nominacions

### Nominacions
- 1951: Oscar a la millor actriu secundària per Caged
- 1959: Primetime Emmy a la millor actriu secundària en sèrie dramàtica per Peter Gunn